# Naturschutzgebiet Brüche-Talung

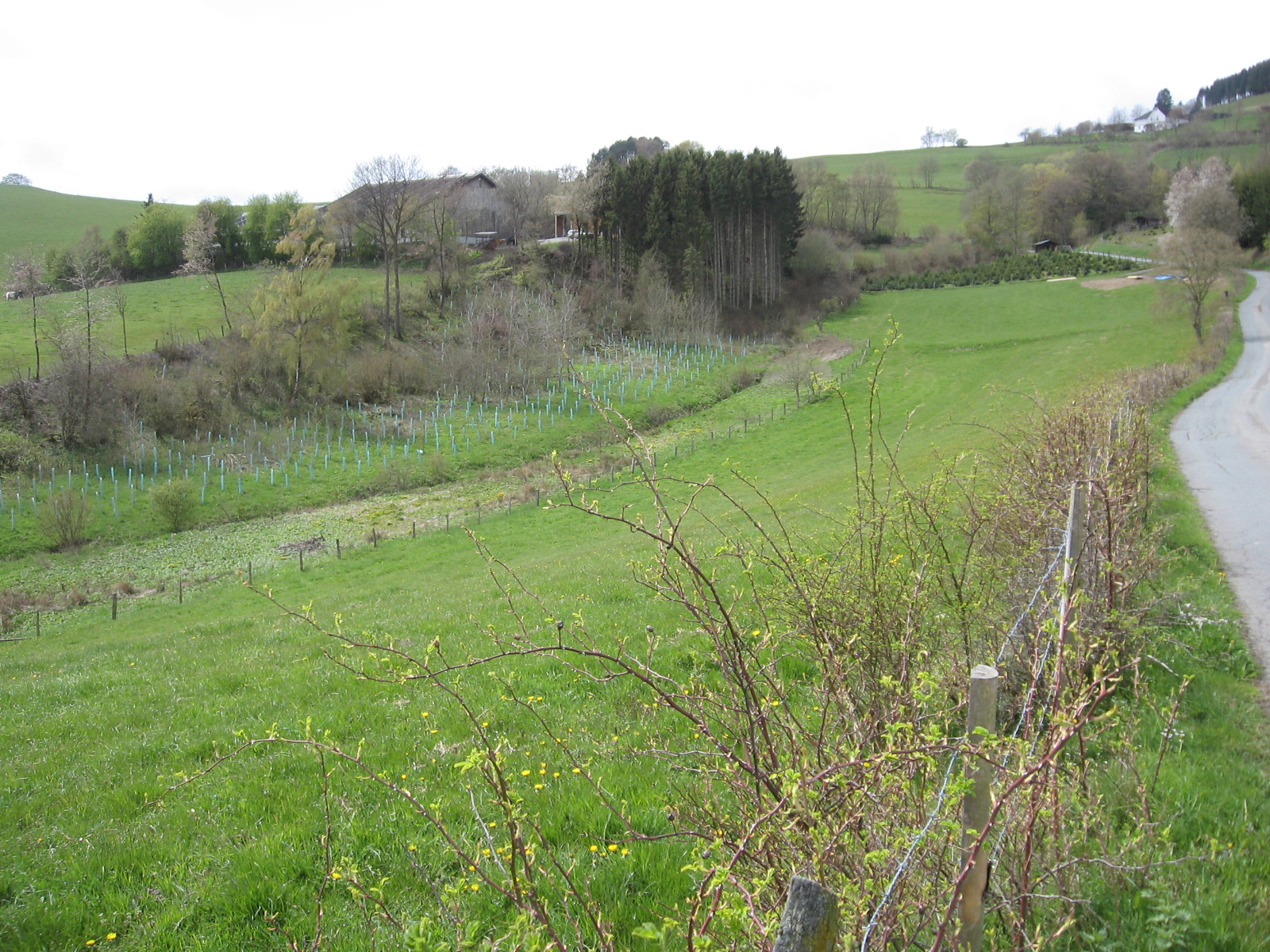
Naturschutzgebiet Brüche-Talung im Bereich Oberlauf Prisebecke

Das Naturschutzgebiet Brüche-Talung mit einer Größe von 18,83 ha liegt westlich und südlich von Düdinghausen im Stadtgebiet von Medebach im Tal des Prisebecke. Es wurde 2003 mit dem Landschaftsplan Medebach durch den Hochsauerlandkreis als Naturschutzgebiet (NSG) ausgewiesen. Das NSG ist Teil des Europäischen Vogelschutzgebiets Medebacher Bucht. Es beginnt am westlichen Dorfrand von Düdinghausen.

## Gebietsbeschreibung
Das NSG wird durch die Kreisstraße 53 zerschnitten. Bei NSG handelt es sich um ein Grünlandtal. Im Talgrund finden sich auch Bereiche mit Feuchtgrünland. Westlich von Düdinghausen befinden sich hecken-, gebüsch- und artenreiche Magerweiden auf dem südostexponierten Hang. Die Hangneigung ist sehr unterschiedlich ausgebildet, teils flache, teils sehr steile Hangbereiche mit Böschungskanten. Auf der Magerweide die von einem kleinen Bachlauf durchzogen ist befinden sich im oberen Hangabschnitt zahlreiche Gebüsche. Mitten in der Fläche steht ein größeres Gebüsch mit einigen Bäumen, durchzogen. Die Hecken mit Dornbüschen im unteren Hangabschnitt verlaufen hangparallel entlang von Wirtschaftswegen. Stellenweise stehen einzelne Bäume in der Hecke. Im Heckensaum sind vorherrschend Glatthafer und Wiesenkerbel. Das Grünland wird örtlich auch von Pferden beweidet.
Westlich der Kreisstraße 53 gibt es eine stärker eingetiefte Quellregion. Auf der Talsohle befinden sich Feuchtweiden und Feuchtbrachen. Am südwestexponierten Talhang ist Magergrünland vorhanden. Der von Gehölzen begleitete Bachlauf hat vor Unterquerung der Kreisstraße 53 eine Schwemmfläche angelandet, die von einem Rohrglanzgrasröhricht bewachsen ist. Der im Wesentlichen gradlinig verlaufende Bach östlich der Kreisstraße ist weitgehend ohne Gehölzbewuchs. Der Talraum weitet sich im Bereich der Brüche zu meist artenreiches Wirtschaftsgrünland. Von Westen trifft ein ca. 450 m langer namenloser Nebenbach auf das Haupttal. Es wird durchgängig beweidet, kleinflächig treten Feuchtweiden auf. Unterhalb der sich vereinigten Talräume ist die Talsohle brachgefallen.

## Tier- und Pflanzenarten im NSG
Im NSG brüten Heckenbrüter wie Neuntöter. Das Landesamt für Natur, Umwelt und Verbraucherschutz Nordrhein-Westfalen dokumentierte ferner im Schutzgebiet Tierarten wie Goldammer, Kleiner Fuchs und Sumpfrohrsänger. Früher kam auch das Braunkehlchen im Bereich Pitzfeld als Brutvogel vor.
Im NSG kommen gefährdete Pflanzenarten vor. Auswahl vom Landesamt für Natur, Umwelt und Verbraucherschutz Nordrhein-Westfalen dokumentierter Pflanzenarten im Gebiet wie Acker-Hornkraut, Acker-Witwenblume, Aufgeblasenes Leimkraut, Bachbunge, Berg-Platterbse, Besenheide, Bitteres Schaumkraut, Blutwurz, Breitblättriger Thymian, Breitblättriges Knabenkraut, Brennender Hahnenfuß, Dreizahn, Echter Baldrian, Echtes Barbarakraut, Echtes Johanniskraut, Echtes Labkraut, Echtes Mädesüß, Feld-Ehrenpreis, Färber-Ginster, Gänseblümchen, Gamander-Ehrenpreis, Geflecktes Johanniskraut, Gelbes Sonnenröschen,  Gewöhnliche Kreuzblume, Gewöhnliche Pestwurz, Gewöhnliches Ferkelkraut, Gras-Sternmiere, Großer Wiesenknopf, Heide-Nelke, Herbstzeitlose, Hunds-Veilchen, Kleine Bibernelle, Kleine Braunelle, Kleiner Wiesenknopf, Kleines Habichtskraut, Kletten-Labkraut, Kriechende Hauhechel, Kuckucks-Lichtnelke, Magerwiesen-Margerite, Moschus-Malve, Orangerotes Habichtskraut, Purgier-Lein, Quell-Sternmiere, Quellen-Hornkraut, Rapunzel-Glockenblume, Rauhaarige Wicke, Rundblättrige Glockenblume, Schlangen-Knöterich, Schmalblättriger Merk, Skabiosen-Flockenblume, Spitzlappiger Frauenmantel, Sumpf-Dotterblume, Sumpf-Labkraut, Sumpf-Pippau, Sumpf-Storchschnabel, Sumpf-Vergissmeinnicht, Viersamige Wicke, Vogel-Wicke, Wald-Engelwurz, Wald-Ehrenpreis, Weicher Storchschnabel, Wasser-Minze, Weißes Labkraut, Wiesen-Bärenklau, Wiesen-Flockenblume, Wiesen-Kerbel, Wiesen-Kümmel, Wiesen-Platterbse, Wiesen-Schaumkraut, Zaun-Wicke und Zottiges Weidenröschen. 
In einer Feucht- und Nassbrache nach den sich vereinigen Tälern fand man 1994 noch beidseitig der Priesebecke etwa 100 blühende Exemplare des Breitblättrigen Knabenkrautes.

## Schutzzweck
Das NSG soll das Tal mit seinem Grünland und seinem Arteninventar schützen. Wie bei allen Naturschutzgebieten in Deutschland wurde in der Schutzausweisung darauf hingewiesen, dass das Gebiet „wegen der Seltenheit, besonderen Eigenart und Schönheit des Gebietes“ zum Naturschutzgebiet erklärt wurde.